# Croada de Tedelis
La croada de Tedelis fou un dels episodis de la lluita entre la Corona d'Aragó i els abdalwadites a les darreries del segle xiv.

## Antecedents
El 1398 a conseqüència del saqueig de Torreblanca, en què els pirates es van endur una custòdia amb l'Hòstia Consagrada i 108 presoners, Martí l'Humà ordenà l'atac a Tedelis, noliejant una flota capitanejades per Joan Gascó i tropa comandada per Jaume de Pertusa.

## La croada
La flota s'aplegà Eivissa, reunint 70 naus i 7.500 croats, salpant a l'agost i saquejant Tedelis, on moriren 1.000 vilatans.
Després d'atacar les costes africanes, l'expedició es va dirigir a continuació a Avinyó per mirar d'alliberar Benet XIII del setge al que el tenia sotmès Geoffrey Boucicaut al seu palau després que un concili de l'Església de França el 1398 es manifestà contrari a Benet XIII i posà l'Església a França sota control del poder reial i el rei de França retirés l'obediència al Papa. La flota no pogué remuntar el Roine pel poc cabal que duia el riu, però aconseguí que es concedís una treva de tres mesos als assetjats.

## Conseqüències
El rei va negociar la recuperació de la custòdia a canvi d'alguns dels 300 presoners. L'any següent, el rei Martí l'Humà va ordenar repetir la campanya, aquest cop contra Bona (Bône).